# Peter Brimelow
Peter Brimelow (* 1947) je americko-britský novinář, publicista a spisovatel, který se ve své tvorbě zaměřuje často na otázky finančnictví a imigrace.

## Životopis
Brimelow studoval na University of Sussex (BA, 1970) a na Stanfordově univerzitě (MBA, 1972). Po studiích se odstěhoval do Kanady a po krátkém pobytu v Kanadě do Spojených států, kde získal později i občanství.
Jako novinář psal či píše pro řadu periodik, mimo jiné Maclean's, Forbes, Chief Executive, Fortune, Financial Post, The Times či National Review. V roce 1999 založil online magazín VDARE, v jehož čele dosud stojí.

## Knihy
- The Wall Street gurus: how you can profit from investment` newsletters (1986)
- The Patriot Game: National Dreams and Political Realities (1986)
- The Enemies of Freedom. (1990)
- Alien Nation: Common Sense About America's Immigration Disaster (1995)
- The Worm in the Apple: How the Teacher Unions Are Destroying American Education